# Micromurexia habbema
El dasiuro del lago Habbema (Micromurexia habbema) es una especie de marsupial dasiuromorfo de la familia Dasyuridae propia de los bosques de alta montaña de la Cordillera Central de Nueva Guinea entre los 1.600 y los 3.660 m s. n. m.

## Características
Tiene una masa corporal de 30 g.

## Dieta
Es un insectívoro.